# 西倫敦

西倫敦（West London）是英國英格蘭倫敦西部的一個地區。據大倫敦市長在2011年的定義，西倫敦包括布倫特區、哈羅區、伊靈區、哈默史密斯和富勒姆區、豪士羅區、泰晤士河畔列治文區、希靈登區。和西倫敦並列的概念包括北倫敦、東倫敦、南倫敦。